# Yaotsu
Yaotsu (八百津町, Yaotsu-chō) est un bourg du district de Kamo, dans la préfecture de Gifu, au Japon.

## Géographie

### Démographie
Au 1er mai 2014, la population de Yaotsu s'élevait à 11 369 habitants répartis sur une superficie de 128,81 km2.

## Patrimoine
- Sugihara Chiune Memorial Hall, en mémoire du diplomate Chiune Sugihara, Juste parmi les nations.